# St. Marien (Badbergen)

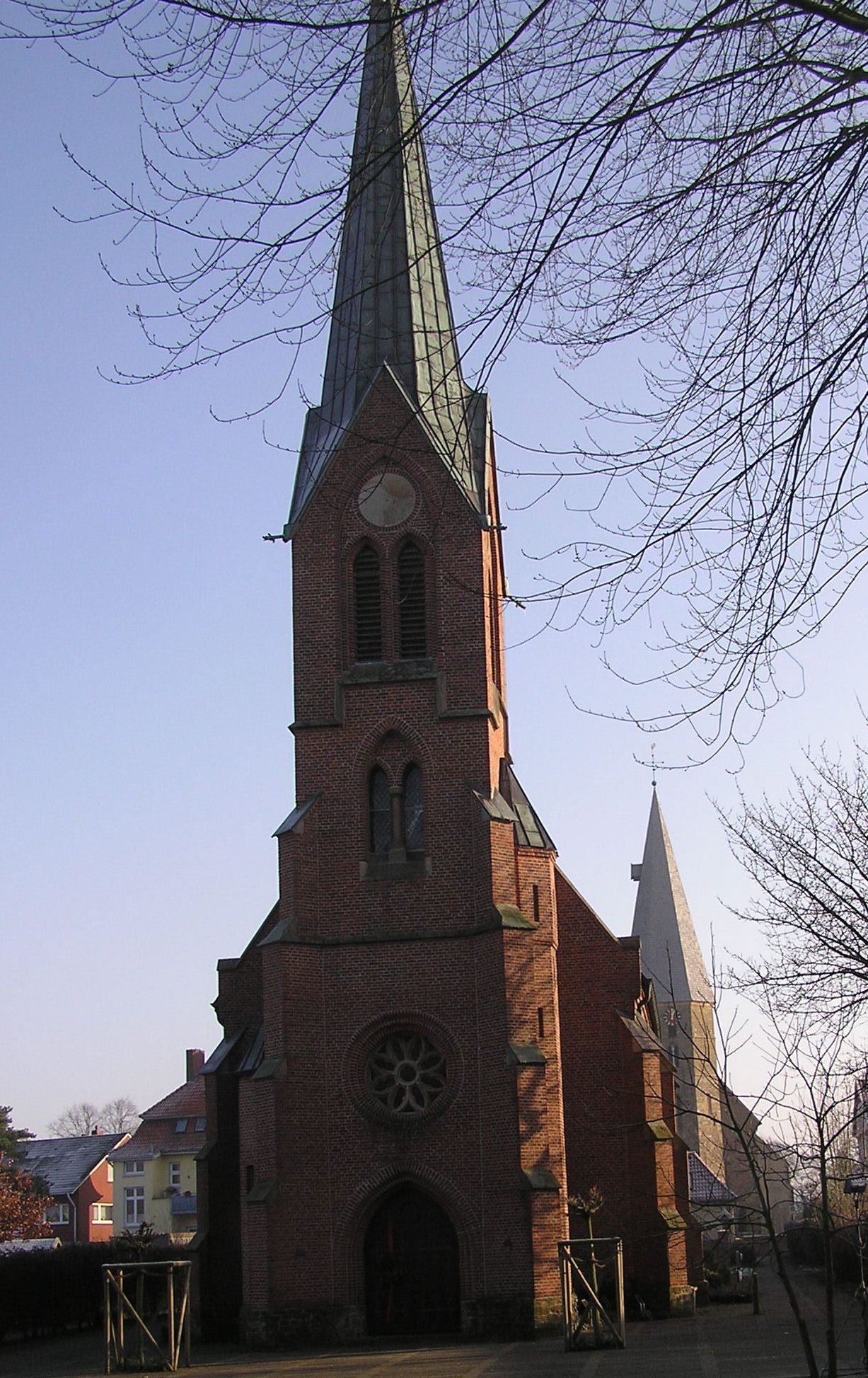
St. Marien Badbergen

Die römisch-katholische Pfarrkirche St. Marien in Badbergen wurde von 1867 bis 1869 errichtet, nachdem mit der Auflösung der Simultanverhältnisse von 1866 die St. Georgskirche nicht mehr als Simultankirche verwendet werden musste. 
Für die Planung und Durchführung des Baus war Dombaumeister Johann Bernhard Hensen verantwortlich, der für die Bistümer Osnabrück und Münster zahlreiche Kirchen, überwiegend im neogotischen Stil, errichtete.
Die einschiffige Backsteinkirche mit Sandsteinfassungen wurde im historisierenden Stil der Neogotik von 1867 bis 1869 erbaut. Sie schließt mit einem Fünfachtel-Chor. Der Westturm enthält das Portal. Das Innere ist durch Kreuzrippengewölbe geprägt. Die Ausstattung in neogotischer Form ist nur teilweise erhalten geblieben. 
2005/2006 wurde die Marienkirche nach einem Konzept des Rottweiler Kirchenkünstlers Tobias Kammerer renoviert. Der nach der letzten Renovierung von 1980 unter den Kirchenbänken verlegte grüne Teppichboden, die hellen Holzpaneelen und der Altar aus Sperrholz wichen einem neuen Farbkonzept und einem neuen Altar aus Marmor und Holz, der das nach dem Zweiten Vatikanum aufgestellte Provisorium ersetzt. Bei der Entkernung wurde der ursprüngliche Sandsteinfußboden des Kirchengebäudes freigelegt, der, aufgearbeitet und teilweise ersetzt wurde. Der Hochaltar aus dem Jahre 1866 wurde aufgearbeitet. Blaue, goldene und lila gen Himmel strebende Säulen markieren die Standorte von Taufbecken, Josefsfigur und Pietà. Auch die Kreuzwegstationen erhielten – nach der Entfernung der Holzverkleidung an den Wänden – eine farbliche Grundlegung. Der Beichtstuhl fand einen neuen Platz unter dem Orgelboden. Die Renovierungskosten beliefen sich auf mehr als 200.000 Euro.

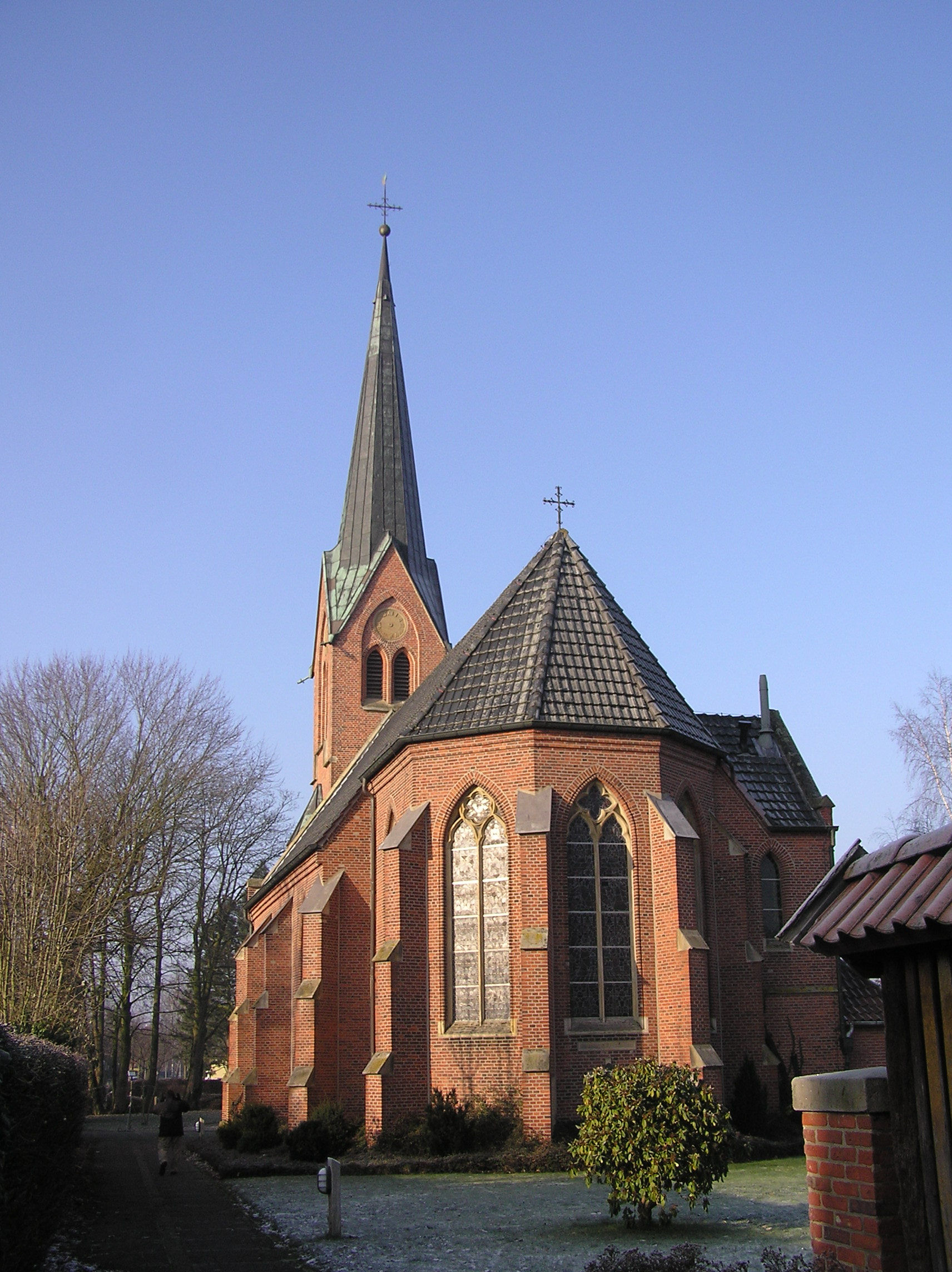
Pfarrkirche
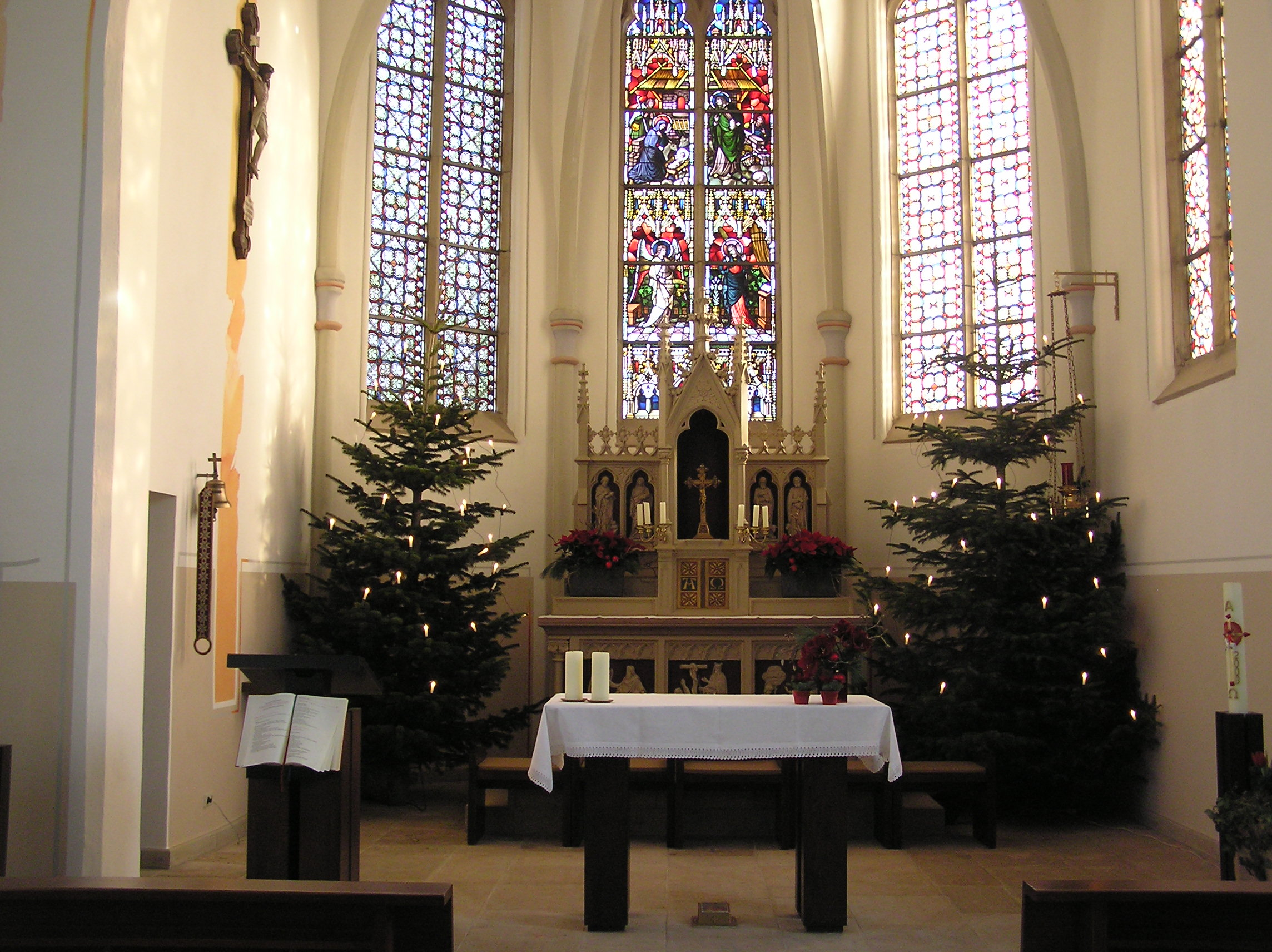
Chorbereich
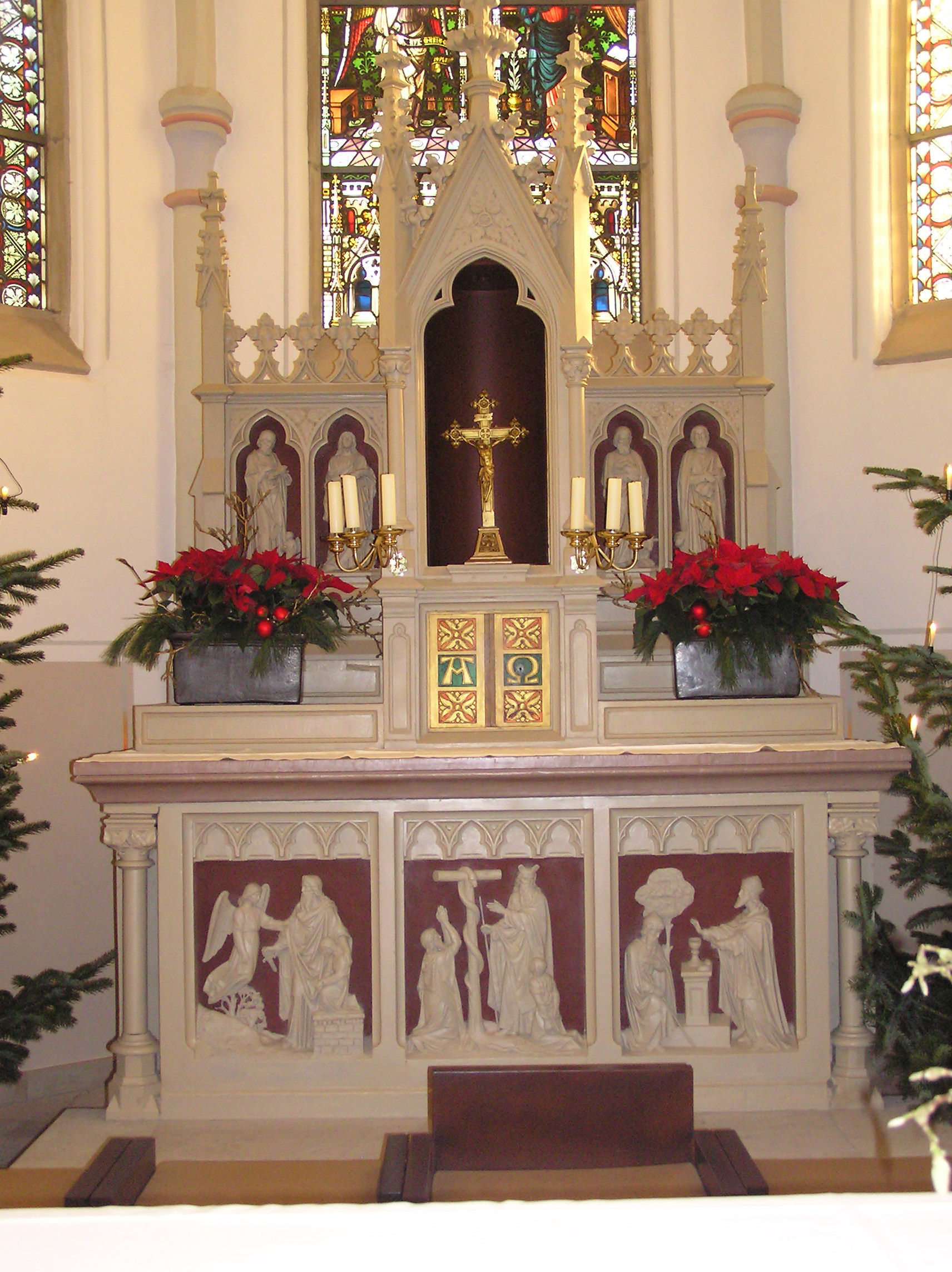
Altar
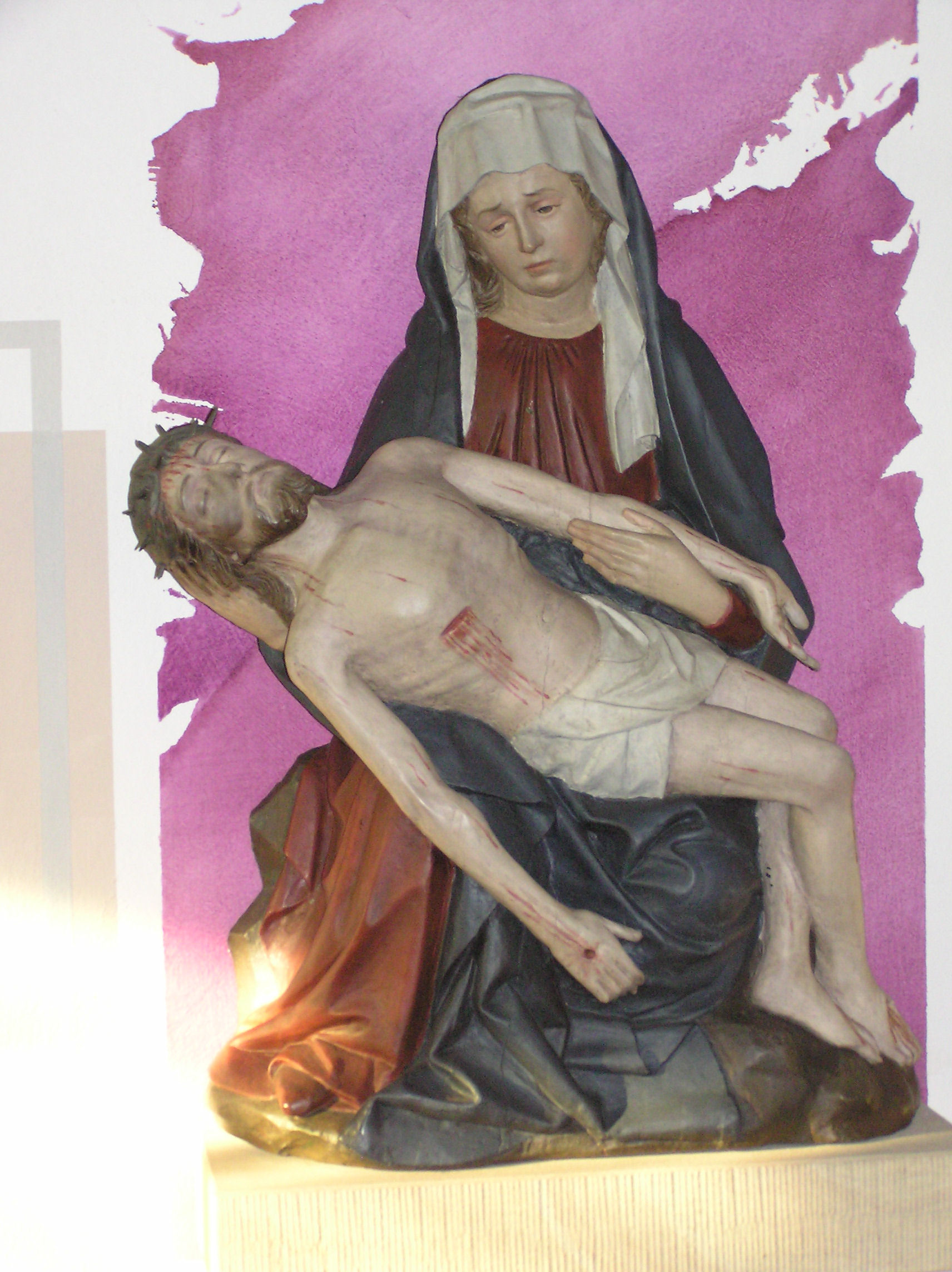
Pietà
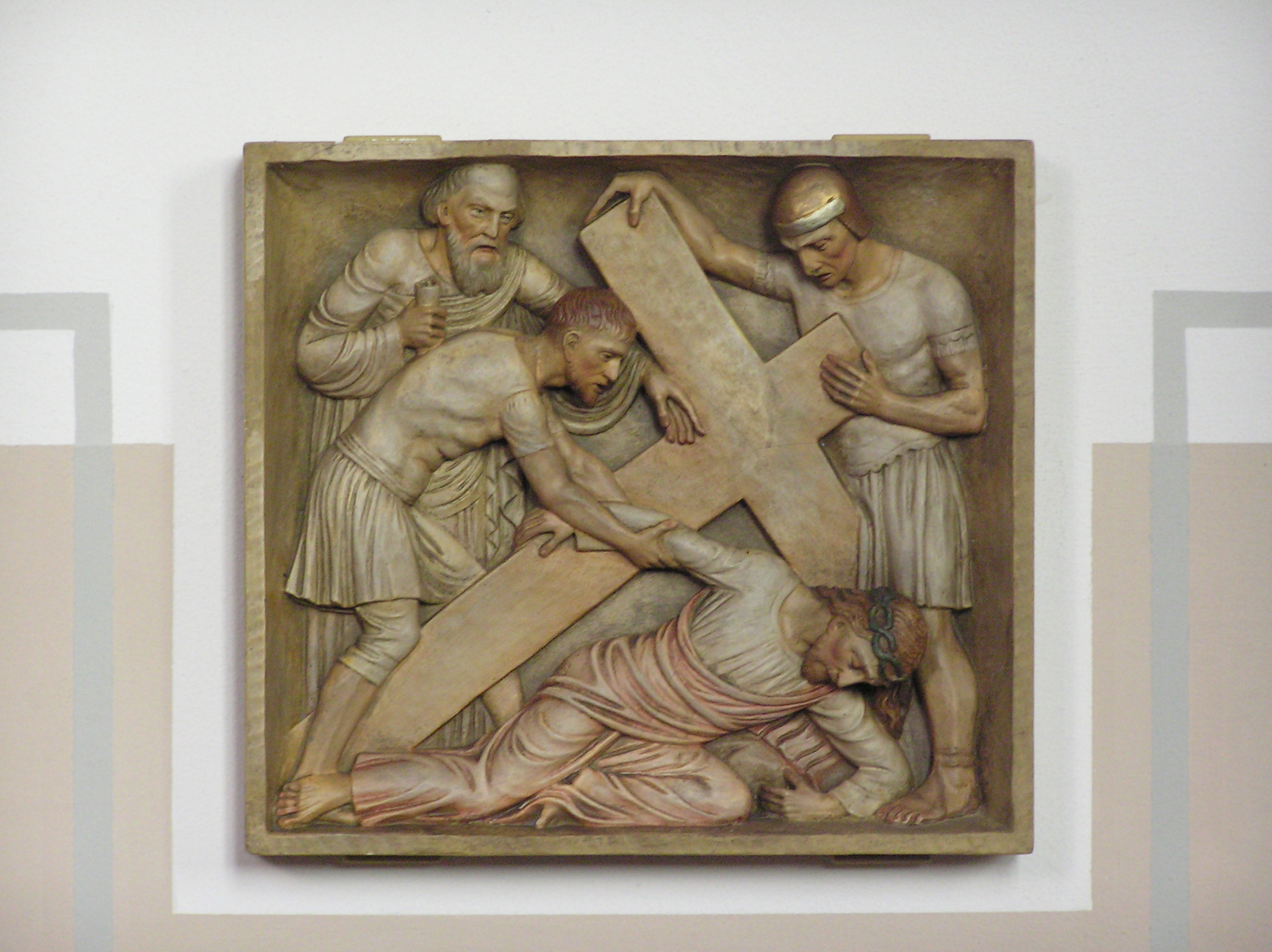
Eines der Kreuzwegbilder
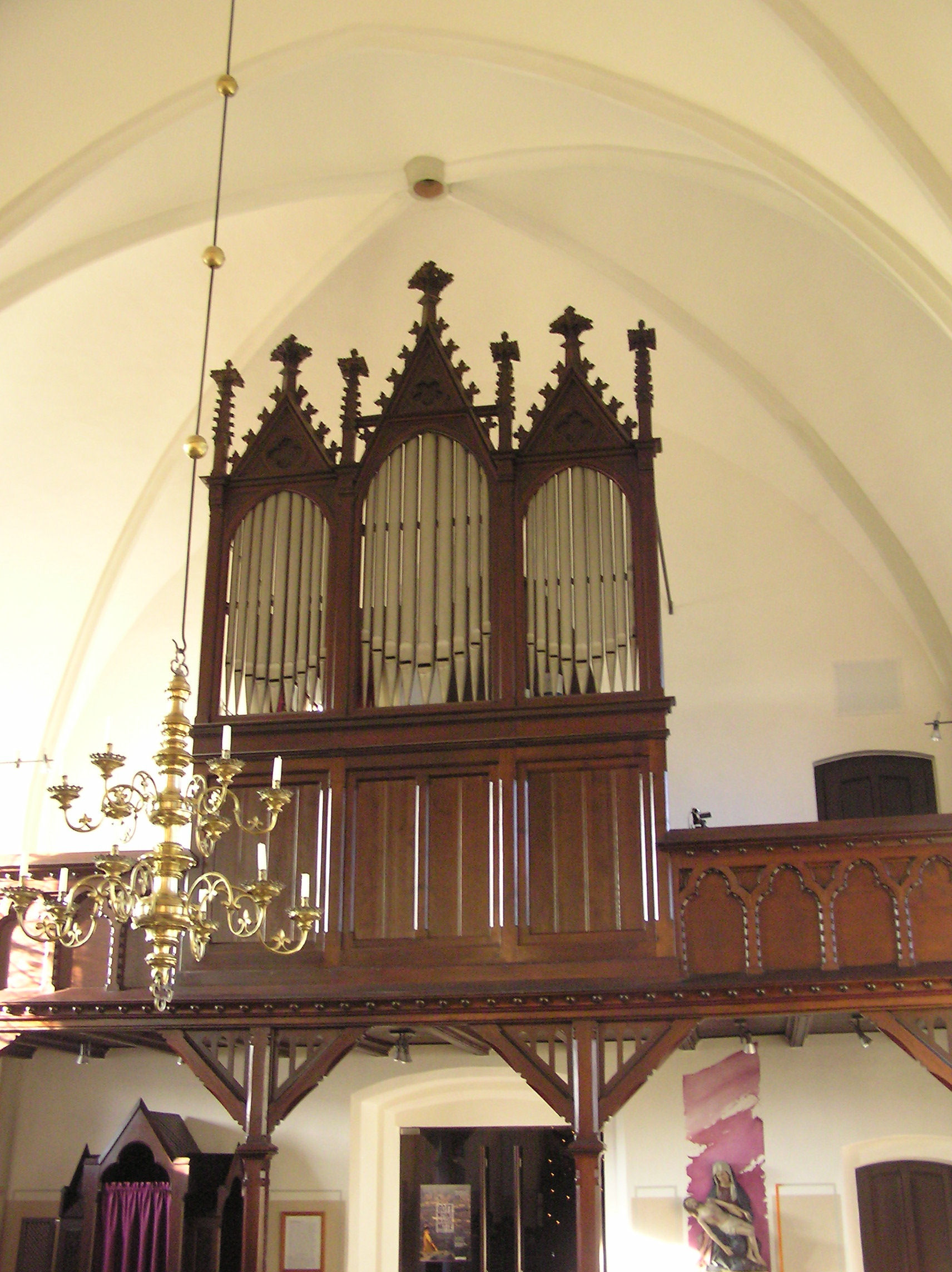
Orgel
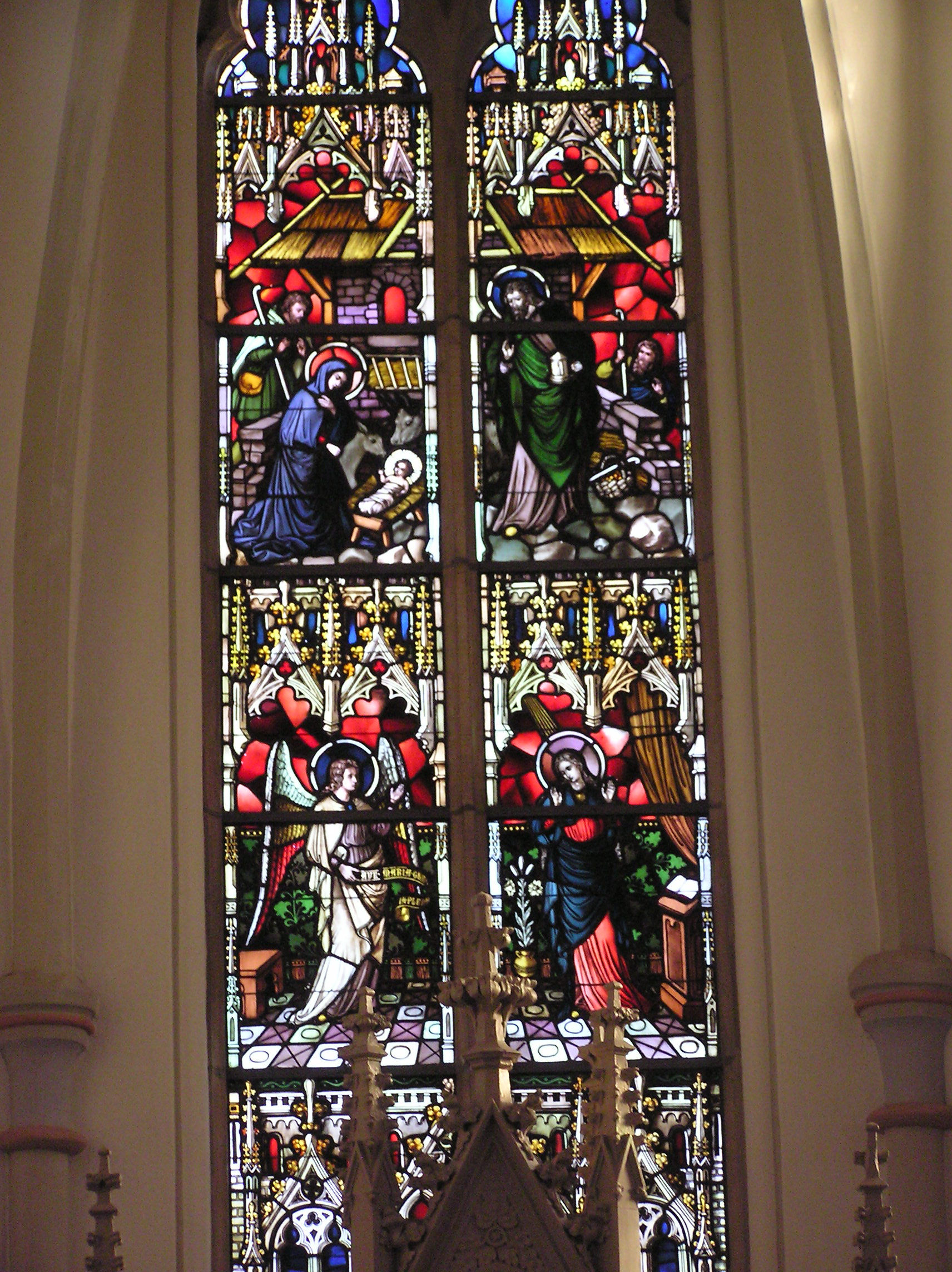
Fenster